# AMC Airlines

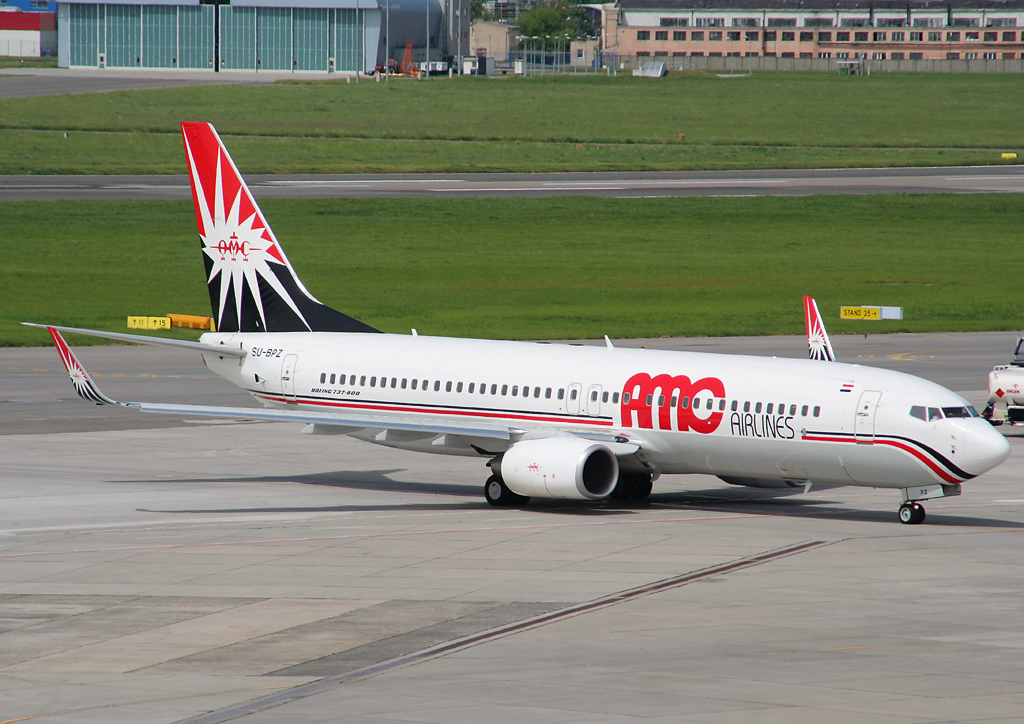
Boeing 737-800 linii AMC

AMC Airlines – egipska prywatna czarterowa linia lotnicza, działająca od 1992 roku. Specjalizuje się w obsłudze połączeń czarterowych z portów egipskich do krajów Europy i Bliskiego Wschodu. Głównym portem lotniczym jest Kair, inne porty to port lotniczy Hurghada, port lotniczy Szarm el-Szejk, port lotniczy Luksor.
Firma wyspecjalizowała się w obsłudze ruchu turystycznego w oparciu o flotę składającą się z czterech samolotów Boeing 737-800 i Boeing 737-400 (stan na listopad 2018).
Linia zmieniła nazwę w 2004 roku z AMC Aviation na AMC Airlines.
11 października 2007 roku podczas lotu czarterowego do Polski, samolot odrzutowy typu McDonnell Douglas MD-83 (nr. rejestracji: SU-BOY), linii AMC Arlines wykonał awaryjne lądowanie bez podwozia w porcie lotniczym Stambuł-Atatürk podczas przelotu z portu lotniczego Hurghada na warszawskie Okęcie, przekraczając limit drogi startowej. Spośród 156 pasażerów i 7 członków załogi na pokładzie, jedna osoba została ranna, a samolot poważnie uszkodzony.

## Flota
Flota AMC Airlines składa się z 1 samolotu (stan na sierpień 2024):
W przeszłości przewoźnik posiadał również samoloty typu Airbus A300, A310, A320, McDonnell Douglas MD-80 i Boeing 737-200.

## Kierunki lotów
Linie AMC latają czarterowo z Egiptu do następujących krajów:
- Polska
- Francja
- Belgia
- Włochy
- Hiszpania
- Holandia
- Turcja
- Wielka Brytania
- Dania
- Irlandia
- Łotwa